# 鈴木香那
鈴木 香那（すずき かな、1984年3月15日 - ）とは、明治神宮野球場をはじめとする東京ヤクルトスワローズ主催試合の場内アナウンサーである。

## 人物
これまでの担当者が産休に入ったため、2006年のオールスター戦でデビュー。なお、産休に入った従来の担当者も産休を終え、2007年9月18日から復帰している。現在はその2人とダブルヘッダー体制。
デビューから現在に至るまで語尾を大きく伸ばす独特のアクセントが特徴であり、「イチバンセンタァーッ！青木！」というような感じである。同じく独特のアクセントを持つ場内アナウンサーには千葉ロッテマリーンズ・QVCマリンフィールドの谷保恵美（サブローーーと伸ばすのが有名）がおり、それぞれ注目を浴びている（だがヤクルトは場内アナウンサーは2人体制であり、鈴木とは別のアナウンサーになる日もある）。

## 関連種目
- 谷保恵美 - 千葉ロッテマリーンズのスタジアムアナウンサー